# سيد عبد المقصود
سيد عبد المقصود (بالبنغالية: সৈয়দ আবুল মকসুদ؛ 23 أكتوبر 1946 - 23 فبراير 2021) صحفي وكاتب عمود وباحث وكاتب مقالات وكاتب من بنغلاديش. تم الإشادة به لعمله النقدي والبحثي. كان مساهمًا منتظمًا في دايلي بروثوم ألو. تحظى مقالاته عن الأدب والمجتمع والثقافة والسياسة بتقدير كبير لرؤيته الواضحة ولغته الواضحة وأسلوبه البسيط. أجرى أبحاثًا موضوعية حول "حياة مشاهير المترجمين مثل رابيندراناث طاغور، بوذاديفا بوز"، بالإضافة إلى موهانداس كرمشاند غاندي وسيد ولي الله وغيرهم. في عام 1995 حصل على جائزة الأكاديمية البنغالية الأدبية من الأكاديمية البنغالية لمساهماته في الأدب البنغالي.